# Gustave Lanson
Gustave Lanson (n. 5 august 1857, Orléans, Franța – d. 15 decembrie 1934, Paris, Île-de-France, Franța) a fost un istoric și critic literar francez.
A aplicat în studiul literaturii metoda istorică, prin corelarea operelor cu evenimentele și instituțiile sociale și politice și investigarea surselor biografice și istoriografice generatoare, îndemnând la o critică obiectivă, determinată totodată de lectura imanentă a textului literar.

## Scrieri
- 1888: Nivelle de la Chaussée sau comedia lacrimogenă ("Nivelle de la Chaussée où la comédie larmoyante")
- 1891: Bossuet
- 1892: Boileau
- 1894: Istoria literaturii franceze ("Histoire de la littérature française")
- 1898: Corneille
- 1906: Voltaire
- 1913: Manual bibliografic al literaturii franceze ("Manuel bibliographique de la littérature  française moderne")